# Break the Cycle
Break the Cycle es el tercer álbum de estudio de la banda estadounidense de Rock Staind lanzado en el 2001.
Hasta la fecha es el álbum más exitoso de la banda, y el que los llevó a la fama. Fue un gran éxito internacional para la banda, ya que estuvo 3 semanas en la posición número 1 de la cartelera de álbumes de Estados Unidos y muchas semanas en el top 10 de las listas del Billboard 200, de Reino Unido y Nueva Zelanda.
Fueron lanzados un total de cinco sencillos de este álbum, "It's Been Awhile", "Fade", "Outside", "For You" y "Epiphany", a los cuales les fue razonablemente bien. Se hicieron videos para cada una de estas canciones (algunas de las cuales pueden ser encontradas en el MTV Unplugged DVD de Staind). Los primeros cuatro sencillos tuvieron variados grados de éxito en Reino Unido, sin embargo "It's Been Awhile" registró el mayor éxito en ambos países. El álbum también incluye una canción llamada "Waste" dedicada a dos jóvenes fanáticos que habían suicidado.
También hay una canción extra en el álbum. En los Estados Unidos, la canción extra es una versión acústica de "It's Been Awhile", sin embargo en las ediciones australianas y europeas de Break the Cycle, es una versión en vivo de "Outside", interpretada con Fred Durst en Biloxi, Misisipi durante la gira del Family Values Tour (tour de los valores familiares) en 1999.

## Ventas
Al álbum le fue muy bien en todo el mundo, particularmente en los Estados Unidos. Debutó número uno en las carteleras con 767,000 copias vendidas durante la primera semana. Hasta la fecha ha vendido 8 millones de copias en los Estados Unidos.

## Lista de canciones
1. "Open Your Eyes" – 3:52
2. "Pressure" – 3:22
3. "Fade" – 4:04
4. "It's Been Awhile" – 4:25
5. "Change" – 3:36
6. "Can't Believe" – 2:48
7. "Epiphany" – 4:17
8. "Suffer" – 3:59
9. "Safe Place" – 4:35
10. "For You" – 3:25
11. "Outside" – 4:52
12. "Waste" – 3:56
13. "Take It" – 3:37

### Canciones extras
- "It's Been Awhile" – 4:30
- "Outside" – 5:41

## Posicionamiento en listas y certificaciones
| País           | Lista (2001)             | Mejor posición |
| -------------- | ------------------------ | -------------- |
| Alemania       | German Albums Chart      | 5              |
| Australia      | Australian Albums Chart  | 18             |
| Austria        | Austrian Albums Chart    | 6              |
| Canadá         | Canadian Albums Chart    | 1              |
| Estados Unidos | U.S. Billboard 200       | 1              |
| Francia        | French Album Chart       | 48             |
| Nueva Zelanda  | New Zealand Albums Chart | 1              |
| Países Bajos   | Netherlands Albums Chart | 36             |
| Reino Unido    | UK Albums Chart          | 1              |
| Suecia         | Swedish Albums Chart     | 9              |
| Suiza          | Swiss Music Charts       | 18             |

| País           | Organismo certificador | Certificación | Ventas    | Ref.  |
| -------------- | ---------------------- | ------------- | --------- | ----- |
| Australia      | ARIA                   | Oro           | 35 000    | [ 4 ] |
| Canadá         | CRIA                   | 2x Platino    | 200 000   | [ 5 ] |
| Estados Unidos | RIAA                   | 5x Platino    | 5 000 000 | [ 6 ] |
| Reino Unido    | BPI                    | Platino       | 300 000   | [ 7 ] |